# Kfar Etzion

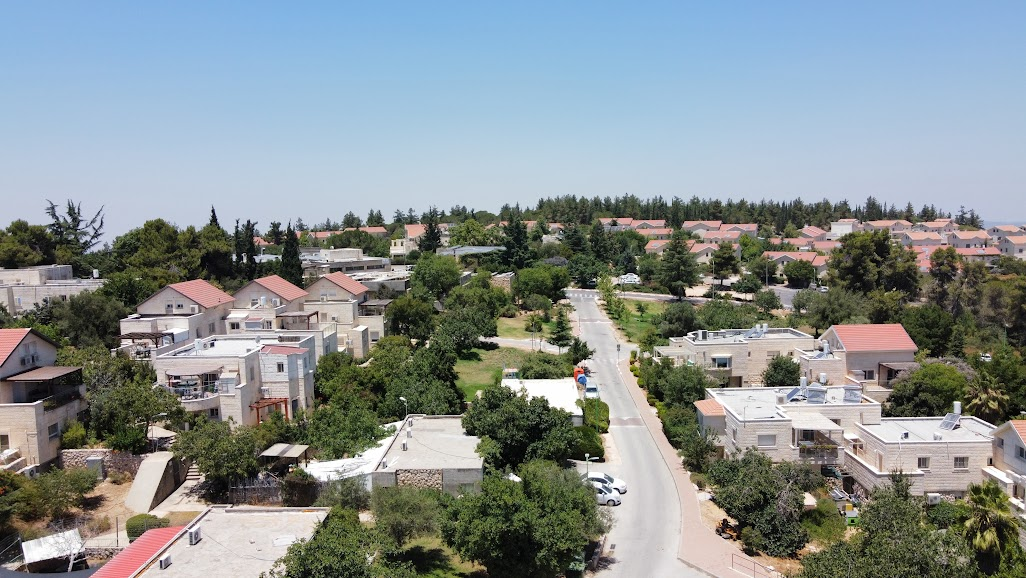
Kibbutz Kfar Etzion

Kfar Etzion (ebraico כפר עציון, Villaggio di Etzión) è un kibbutz israeliano osservante, situato nella regione del Gush Etzion sulle colline della Giudea, fra Gerusalemme ed Ebron. Originariamente costruito col nome di Migdal Eder (מגדל עדר) nel 1927 da immigranti  yemeniti, esso fu abbandonato nel 1929 come risultato della resistenza palestinese di quello stesso anno. Fu ripopolato nel 1934, ma dovette ancora una volta essere abbandonato a causa della Grande Rivolta Araba (1936-1939).
Nel 1943 Kfar Etzion fu ripopolato per la terza volta come parte del Gush Etzion (Blocco di Etzion). Soggetto ad attacchi e ad assedi, esso fu teatro di un importante fatto d'armi fra ebrei e Arabi nel 1948. Poco dopo che donne e bambini del kibbutz erano stati evacuati, si ebbe colà il Massacro di Kfar Etzion e infine esso dovette essere abbandonato.
Dopo il 1967 e la vittoriosa Guerra dei sei giorni, gli antichi residenti scampati di Kfar Etzion tornarono e costruirono nuove case nell'antico sito, malgrado il territorio su cui esso insisteva fosse quello palestinese cisgiordanico.
Oggi a Kfar Etzion è stato organizzato un museo contenente documentazione sulla storia del Gush Etzion.